# Memorial Cubano
El Memorial Cubano es un monumento público ubicado en Miami, Florida, Estados Unidos construido por la comunidad cubana de Miami para conmemorar a los más de 10.200 cubanos fallecidos, víctimas del gobierno de Fidel Castro en Cuba o fallecidos en el mar emigrando a la Florida huyendo del régimen castrista.
El memorial se inauguró en 2014 en un parque público del condado de Miami-Dade y es gestionado por la organización sin ánimo de lucro Comité del Memorial con el apoyo del gobierno local. En la plaza del memorial la comunidad cubana de Miami organiza varios eventos durante el año que conmemoran a las víctimas.

## Historia
El monumento fue inaugurado el 22 de febrero de 2014 y construido por el gobierno del condado de Miami-Dade en el parque público de Tamiami con el apoyo de varios políticos cubanos de la Florida como Joe Martínez, Marco Rubio, Mario Díaz-Balart y Lincoln Díaz-Balart.
El 23 de noviembre de 2020, el gobierno del condado de Miami-Dade hizo ley la prohibición de la alteración o destrucción del memorial sin la aprobación previa de la comisión del condado. Con esta ley el gobierno del condado también se comprometió a limpiar, mantener, reparar y vigilar el memorial.

## Diseño
El memorial fue diseñado por los arquitectos cubanos Willy y Otto Borroto y consiste en un tipo de columna o obelisco cuadrado de 18,9 metros de altura con la bandera cubana pintada en sus cuatro lados. La columna está ubicada en el centro de una plaza con el diseño de una gran estrella blanca dentro de una plaza circular. La plaza está rodeada de varias palmas reales (Roystonea regia), el árbol nacional de Cuba. Alrededor del obelisco hay varios paneles de mármol negro con los nombres de los fallecidos grabados en la piedra.